# Yepoella crassistylis
Yepoella crassistylis is een spinnensoort in de taxonomische indeling van de springspinnen (Salticidae).
Het dier behoort tot het geslacht Yepoella. De wetenschappelijke naam van de soort werd voor het eerst geldig gepubliceerd in 1970 door María Elena Galiano.